# 马家乡 (宜宾市)
马家乡，是中华人民共和国四川省宜宾市南溪区曾经下辖的一个乡。2019年8月，撤销马家乡，将其所属行政区域划归江南镇管辖。

## 行政区划
马家乡撤销前下辖以下地区：
马家社区、平泉村、楠木村、大阳村、华林村、济民村、青年村、大明村、雄英村、新立村、和平社区村、白塔村和社林村。